# Столистовая карта

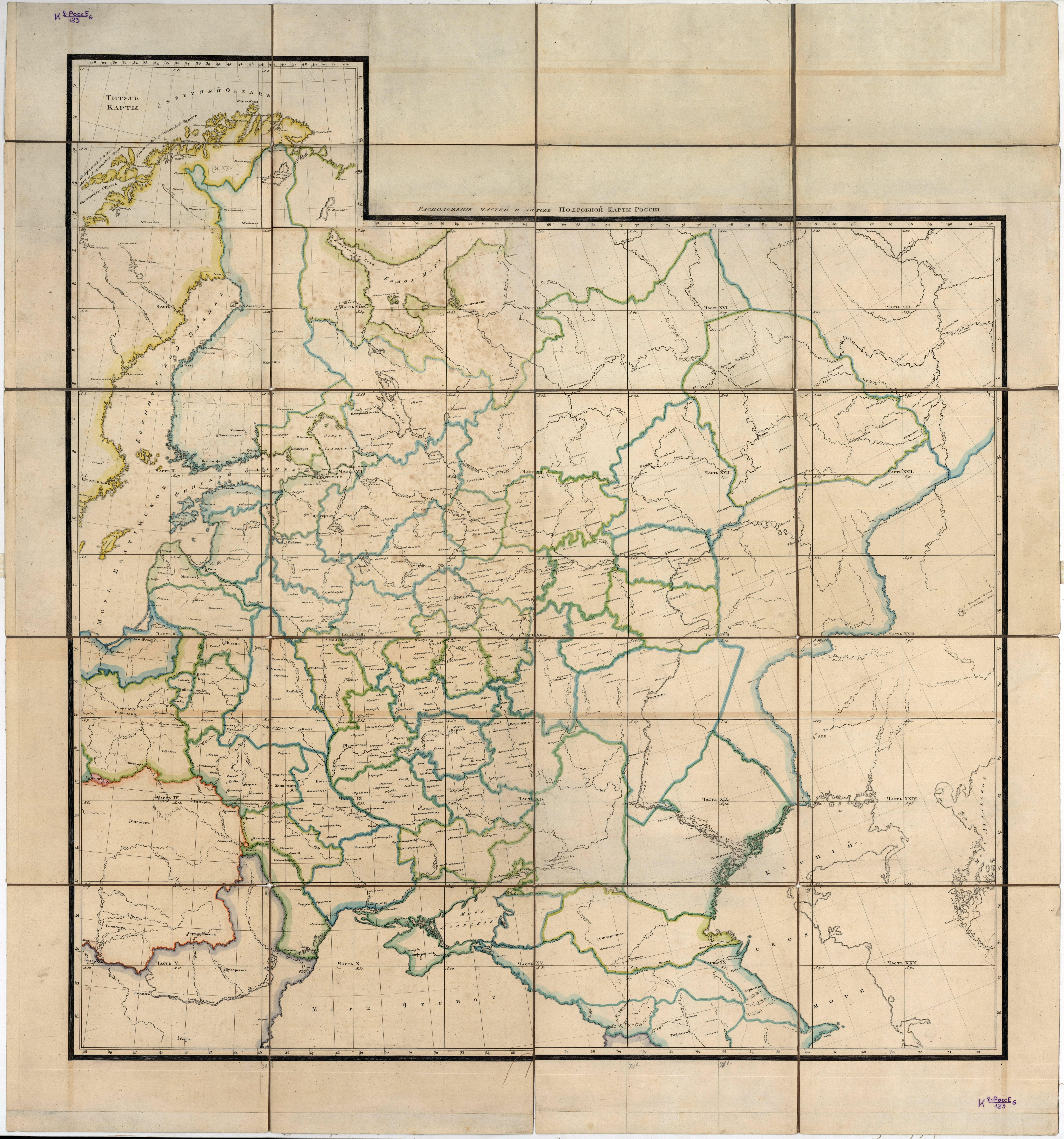
Подробная карта Российской империи и близлежащих заграничных владений — схема расположения листов карты, издание 1816 г.

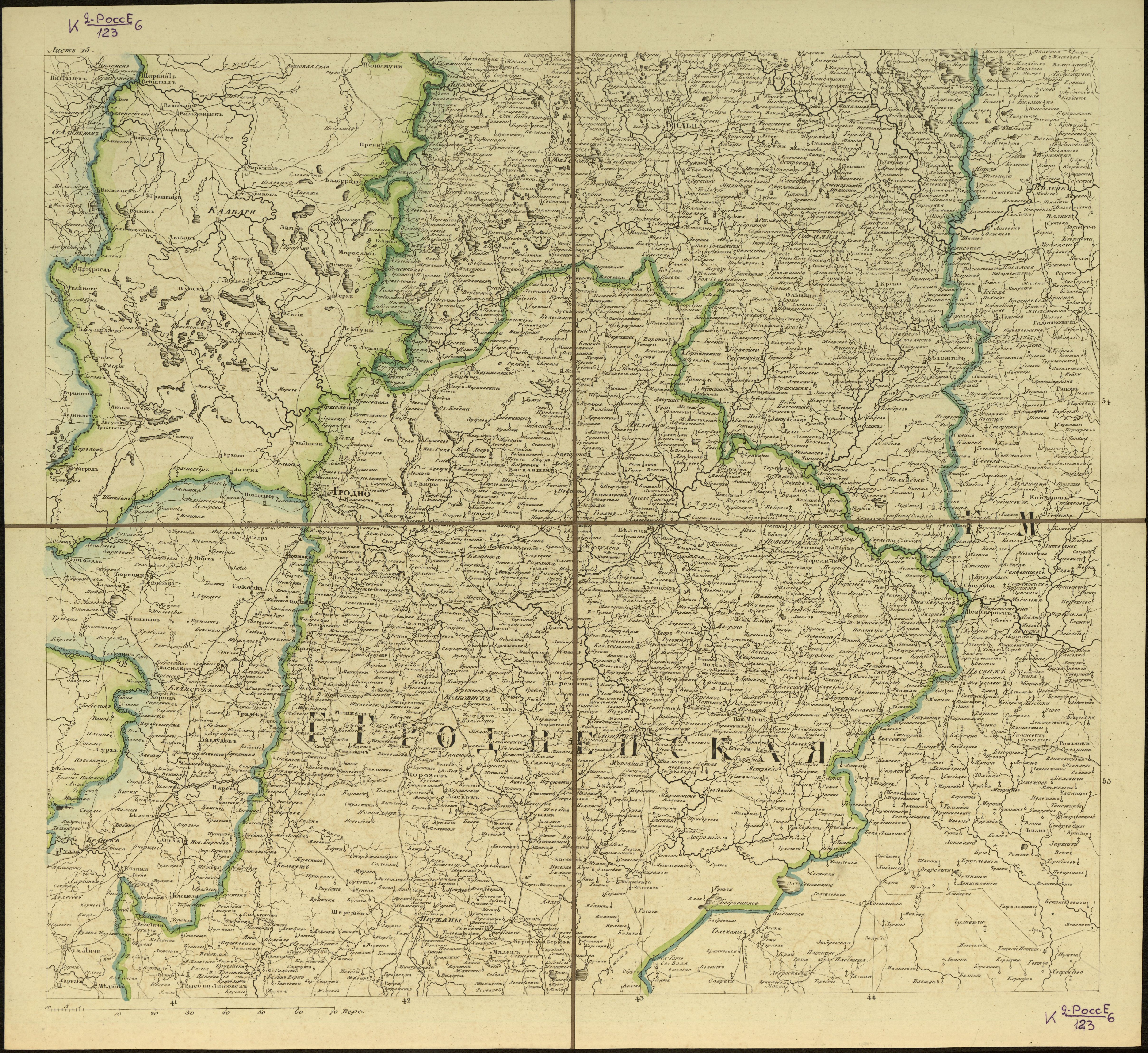
Столистовая карта. Гродненская губерния.

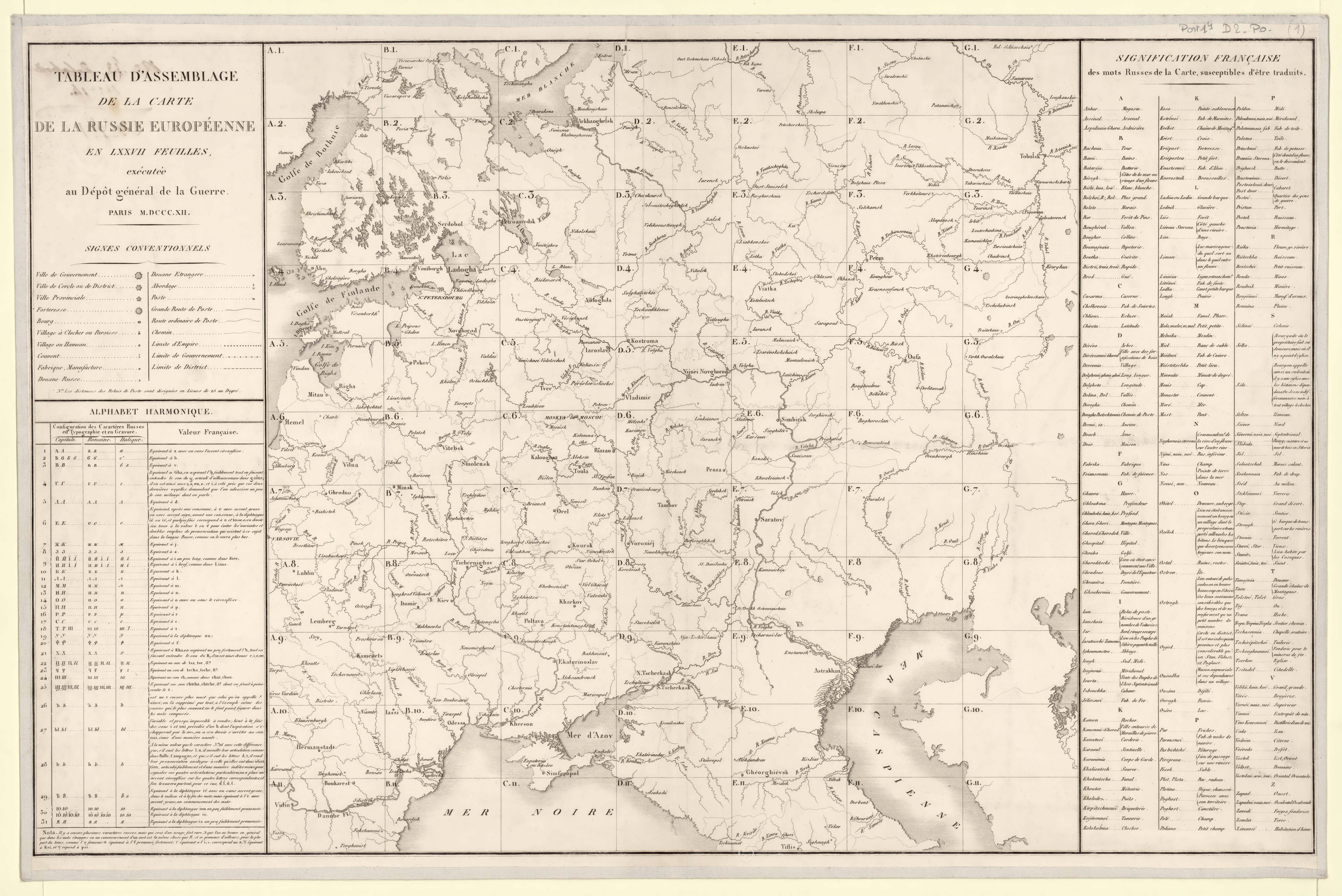
Столистовая карта, переведённая французским Генштабом на французский язык накануне войны 1812 года — схема расположения листов карты.

Столистовая карта — подробная карта европейской части Российской империи, а также частично Кавказа и Западной Сибири, и близлежащих заграничных владений, подготовленная в 1801—1804 годах Собственным Его Императорского Величества Депо карт. Депо карт комплектовалось прикомандированными офицерами из инженерного департамента, квартирмейстерской части и армии, общей численностью не более 22 человек.
Официальное название — «Подробная карта Российской империи и близлежащих заграничных владений» (рус. дореф. Подробная карта Россійской имперіи и близь лежащихъ заграничныхъ владѣній), кратко — «Подробная карта России» (рус. дореф. Подробная карта Россіи).
Столистовая карта была выполнена в масштабе «двадцативёрстки» (20 вёрст в 1 дюйме), или 1:840 000 (8,4 километра в 1 сантиметре) в пересчете на метрическую систему. В издании 1816 года карта включала в себя 110 листов, покрывавших территорию России от Польши на западе примерно до Тобольска на востоке, а также часть Османской империи, включая Стамбул (на карте называется Константинополем), часть Австрийской империи, Пруссии, Среднюю Азию до Аральского моря. Кроме населенных пунктов, дорог, лесов и других элементов местности, на карте был изображен рельеф методом не только полуперспективы, но и штриховки. Нумерация основных листов карты — числовая, змейкой: сначала номера идут сверху вниз (с севера на юг), затем в следующем столбце — снизу вверх, и так далее.

## История карты
Составлением столистовой карты руководили генерал-квартирмейстер русской армии Пётр Корнилович Сухтелен и управляющий Депо карт К. И. Опперман. За составление столистовой карты всем служащим Депо карт были даны специальные петлицы на воротники, эти петлицы в дальнейшем перешли на все инженерное ведомство. К 1805 году столистовая карта была издана тиражом 1500 экземпляров.
21 марта 1805 года генерал-квартирмейстер П. К. Сухтелен подал рапорт на Высочайшее имя:

«Всеподданнейше поднося последние листы подробной карты России сочинённой при Собственном Е. И. В. Депо карт, долгом поставляю отдать от моей стороны справедливость старанию трудившихся чиновников, коих именной список при сем прилагаю … инженер-генерал К. И. Опперман — орден Св. Анны 1 класса, инженер-подполковник Горголий — подарок (перстень на 550 рублей), инженер-майоры П. С. Круз (подарок на 500 рублей), А. И. Ракуза (третное жалованье), И. М. Кириллов (подарок — 500 рублей), гвардейского артиллерийского батальона капитан А. Г. Бибиков 1-й (подарок — 500 рублей), инженер-капитаны Г. М. Сазонов (подарок — 375 рублей), П. О. Дериярд 1-й, В. П. Пядышев (подарок — 375 рублей), 2-го кадетского корпуса И. А. Милашевич (подарок — 350 рублей), от армии С. П. Лукин (подарок — 350 рублей), инженер-поручик М. Ф. Тимофеев 2-й (третное жалованье), подпоручик от армии А. Г. Жуков (удостоен к производству в поручики…), инженер-подпоручики Я. А. Морозов (подарок — табакерка и 200 рублей), И. Я. Бутковский, П. С. Мялицын (третное жалованье), Г. В. Григорьев (за малознанием наук и по прилежании его и способности к письменным делам переименовать в губернские секретари с определением на вакансию секретаря по штату Географического департамента), кондуктор 1-го класса Шляхтин (третное жалованье), географ 1-го класса А. М. Вильбрехт (орден Св. Владимира 4-го класса), титулярные советники: учитель вырезки слов Фролов 1-й (служа с 763 года по принадлежности его искусству и за обучение не малого числа учеников — пенсию по 300 рублей в год), географический помощник Максимович (третное жалованье), граверам — дать награждение из экономической при Депо карт суммы, а словореза Фролова 2-го и ученика Фролова 3-го произвести в 14 класс».
— Цитируется по: Литвин А. А.«Собственное е.и.в. Депо карт и развитие отечественной картографии в 1797-1812».
В 1816 году карта Столистовая карта была переиздана с включением в неё большей части Царства Польского.
В «Каталоге печатным атласам, картам, планам, книгам, эстампам и геодезическим инструментам, продающимся при Военно-топографическом депо» 1845 года, упоминается как Подробная карта Российской империи и близлежащих заграничных владений на 114 листах.
Во время войны в начале мая 1811 года Наполеон отдал приказ отгравировать карту России на 107 листах и нанести на ней обозначения латинским шрифтом. 
Накануне Русской кампании некоторое количество экземпляров столистовой карты было совершенно легально приобретено французской разведкой — до начала XX века практически все карты, издававшиеся Депо карт (военно-топографическим депо), находились в открытой продаже. Во Франции карта была приведена к масштабу 1:500 000 (в 1 сантиметре 5 километров), переведена на французский язык и использовалась французской армией в кампании 1812 года. Эта карта стала известна в России как т. н. «карта Наполеона» — Tableau d’assemblage de la carte de la Russie Européenne en LXXVII feuilles, exécutée au Dépôt général de la Guerre (Таблица гравированная с картой Европейской части России в 77 частях, исполненная Генеральным военным депо в 1812 году).
Французское топографическое бюро Генерального штаба возглавлял генерал инженерных войск Сансон (1756-1824), которого сопровождал командир батальона Териотт. В декабре 1812 года Терриот в своей переписке отмечал острую нехватку карт:

«…в армии на данный момент в наличии не больше 20 экземпляров, потому что все генералы потеряли свои обозы и потому из 500 экземпляров, доставленных двумя фургонами, только 100 были розданы, остальные должно быть сгорели… Мне поручили исполнять обязанности начальника штаба топографической службы, но у бюро совсем нет средств» 
— Цитируется по: Фернан Бокур . Разгром типографической службы Великой армии Наполеона в ноябре-декабре 1812 г.